# جام باشگاه‌های تهران ۱۳۲۵
جام باشگاه‌های تهران ۱۳۲۵ مسابقات قهرمانی باشگاه‌های فوتبال تهران بود که در سال ۱۳۲۵ در شهر تهران و ورزشگاه امجدیه برگزار شد. تیم‌های سرباز و دوچرخه‌سواران به ترتیب به عناوین قهرمانی و نایب قهرمانی رسیدند.

## پیشینه
در مهر ۱۳۲۵، به پیشنهاد فریدون کشاورز، وزیر فرهنگ در کابینه احمد قوام، انجمن تربیت بدنی و پیشاهنگی ایران منحل شد و سید علی شایگان، معاون وزیر فرهنگ، رئیس انجمن تربیت بدنی ایران شد. ماه بعد قوانین شرکت کردن تیم‌های تهران در این مسابقات به تصویب انجمن تربیت بدنی رسید و تاریخ شروع برگزاری مسابقات روز پنجشنبه ۳۰ آبان مقرر شد. قرعه‌کشی مسابقات نیز در روز سه‌شنبه ۲۸ آبان ساعت ۵:۳۰ بعد از ظهر انجام شد.

## قوانین شرکت در مسابقات
بر اساس انجمن تربیت بدنی قوانین ثبت نام تیم‌ها بدین شکل معرفی شدند: ۱- هر تیم باید حداکثر ۱۸ نفر باشد که حداقل ۱۷ ساله و از اتباع ایران باشند. دانش آموزان و مربیان ورزش حق بازی ندارند اما ورزشکاران ورزش‌پیشه و دانشجویان مدارس عالی و دانشکده‌ها را می‌توان معرفی کرد. ۲- اساس هر تیم ضمن درخواست شرکت با قید نام و نام خانوادگی، تاریخ تولد با قید روز، شماره شناسنامه و محل دور، نام باشگاه، شغل و نشانی بازیکن با سه قطعه عکس ۴×۶ . ۳- شرکت کنندگان در تیم باشگاه تا دو سال حق تغییر باشگاه را ندارند. ۴- مسابقات از روز پنجشنبه ۳۰ آبان و جمعه اول آذر ۱۳۲۵ شروع می‌شود.

## تیم‌های شرکت کننده
مسابقات با شرکت ۲۱ تیم در دو گروه برگزار شد. در گروه الف ۹ و در گروه ب ۱۲ تیم شرکت داشتند. تیم‌های گروه الف عقاب، شاهین، بانک ملی، میهن‌پرور، سرباز، دارایی، سرباز جوان، شرق، دوچرخه‌سواران و تیم‌های گروه ب فاتح، پیروز، نادر جوان، پست و تلگراف، غرب سیروس، اردون، دماوند، روئین تن، رعد، جوانان، تهران‌جوان بودند.

## دیدار فینال
بازی نهایی در روز جمعه چهارم بهمن ماه بین دو تیم سرباز و دوچرخه سواران برگزار شد که در پایان سرباز با پیروزی بر دوچرخه‌سواران قهرمان تهران در آن سال شد. تیم شاهین نیز عنوان سومی را از آن خود کرد.

## ترکیب تیم قهرمان
اعضای تیم سرباز که در مسابقات این فصل قهرمان شدند عبارتند از: سرهنگ مصطفی بهارمست (پدر اسفندیار بهارمست)، امیر خلیلی، محمد خاتم (بعدها فرمانده نیروی هوایی شد و در سال ۵۴ درگذشت.)، حسین سرودی (در سال های ۴۰ و ۴۶ رییس فدراسیون فوتبال شد.)، حسن کردستانی، خلیل محسنی، مصطفی مکری (در سال های ۳۸ و ۴۶ رییس فدراسیون شد)، محمد اشرفی، حسین رازی، فتح الله مین باشیان (فرمانده نیروی زمینی ارتش شد)، خسرو اهری، محمد خسروپنا.